# あらかわ遊園
荒川区立あらかわ遊園（あらかわくりつあらかわゆうえん）は、東京都荒川区西尾久6-35-11にある遊園地。2018年（平成30年）12月1日より工事に伴い長期休園中となっていたが、2022年（令和4年）4月21日に再開園した。

## 概要
1922年（大正11年）開園の老舗遊園地であり、東京都内唯一の公営遊園地でかつ、現存する遊園地では日本で3番目に古い遊園地である。面積約3万平方メートル。荒川区北部の隅田川沿いに所在する。
過去数度の改装を経て現在の構成は1991年（平成3年）以降のもの。低年齢層の子供が楽しく遊べるよう特化しており、アトラクションは定番ものが一通り揃っているが、小学校低学年層に合わせたレベルで激しい動作のアトラクションはない。
100円 - 200円程度という入園料やアトラクション利用料の安さが特徴。アトラクション以上に小動物園やピクニック用の広場、遊具施設、水遊び場などが充実しており、園内の装飾やレイアウトも清楚で、全体的に大型の公園に近い趣きがあり、落ち着いた雰囲気を持つ。
2022年のリニューアルオープン後はリニューアル前よりも遊具の大型化やバリアフリーに対応し、観覧車のライトアップとイルミネーションや夜間開園も予定されている。

## 沿革
- 1922年（大正11年）5月 - 失火で操業停止した旧煉瓦工場跡地に、工場経営者の広岡勘兵衛が私立遊園地「荒川遊園」を開園（王子電気軌道株式会社が建設したとの異説あり[3]）。「遊園」と言うものの、当初はアトラクションと呼べるものはごく僅かだった。主要施設は温泉大浴場や演芸場、料亭などで、大人が寛ぐ現在のクアハウスのような用途の施設だった。
- 1932年（昭和7年） - 経営難で王子電気軌道株式会社に売却（前述の通り異説あり）。
- 1942年（昭和17年） - 陸軍の高射砲陣地となり、事実上閉園状態に。
- 1950年（昭和25年） - 荒川区の区立遊園地となる。
- 1991年（平成3年） - 大改装し現行の状態に。
- 2018年（平成30年） - 11月30日 - リニューアル工事の為休園。
- 2022年（令和4年） - 4月21日 - リニューアルオープン。

## 主な施設

### アトラクション
2022年のリニューアル後
すべて泉陽興業製である。
- 観覧車

円環の直径38m×高さ40mとリニューアル前より大きくなり、ゴンドラは1台6人乗りの計28台で、4台はガラス張りの「スケルトンゴンドラ」となっている。なお、ゴンドラにはクーラーと座席下のヒーターが搭載されている。1周約9分。
- ファミリーコースター

最高時速13.8km/hのローラーコースターで、公式サイトでは「いも虫型の日本で一番遅いジェットコースター（自称）」と表記している。リニューアル後は設備自体は新しくなるものの、最高速度はリニューアル前の速度が維持される。1周138mを2周する。
2020年11月12日に放送されたバラエティ番組「最高の最下位」でGPS速度計を使って実測したところ、八木山ベニーランドのエアロ5（最高時速14.8km）の方が低速であった。
- メリーゴーランド

馬や馬車だけでなく、パンダやイルカ、恐竜などがある。乗車時間は約2分。
- ウォーターシューティングライド

新規設置アトラクション。周回しながら搭載されている水鉄砲で的を撃つ。
- スカイサイクル

電動アシスト機能とセンサー搭載の電動自転車に変更された。地上5m（最大）、1周228m、乗車時間は約3分。
- 豆汽車（ミニSL）

1950年（昭和25年）から走る。1周223m、1回当たり約3分。
2018年のリニューアル前
- 観覧車

円環の直径26m×高さ32m。約7分で1周。
- メリーゴーランド

馬6台、子馬12台、馬車2台、約1分30秒で1周。
- コーヒーカップ

カップ6台。
- スカイサイクル

地上5m（最大）、1周232m、1回当たり約3分。
- 豆汽車（ミニSL）

1950年（昭和25年）から走る。1周195m、1回当たり約2分。

### どうぶつ広場
- ポニー乗馬

4歳 - 10歳対象・定員あり
- ふれあい広場

ヤギ、ヒツジ、カピバラ、ワラビー
- ふれあいコーナー

ウサギ・モルモット
- 他に展示している動物

ミーアキャット、ウシ、ニホンザル、リスザル、ハナジカ、アライグマ、マーラ、オナガガモ、小鳥類
ニホンザル、ハナジカ、モルモットの餌を販売している（のりもの券1枚）

### 子供プール
- プール

長さ42m×横28m, 深さ25 - 80cm（丸型・変形）

### ふれあいハウス
- 下町都電ミニ資料館

2011年（平成23年）5月に開設された資料館で、都電関連の資料や園近くを走る都電荒川線の模型を展示する。また、Nゲージの鉄道模型の運転体験ができる。

### 魚つり広場
- 釣り堀

鯉と金魚の池・へら鮒の池・貸竿あり

### その他
- スワンの池
- いこいの広場
- ちびっこ広場
- しばふ広場
- 水遊び広場
- ふあふあランド
- 水辺の広場
- アリスの広場（水上ステージ）
- キャンディハウス（売店）
- ちびっこひろば売店
- カフェ193 - 都電6000形・一球さん号を改装したカフェ[1]

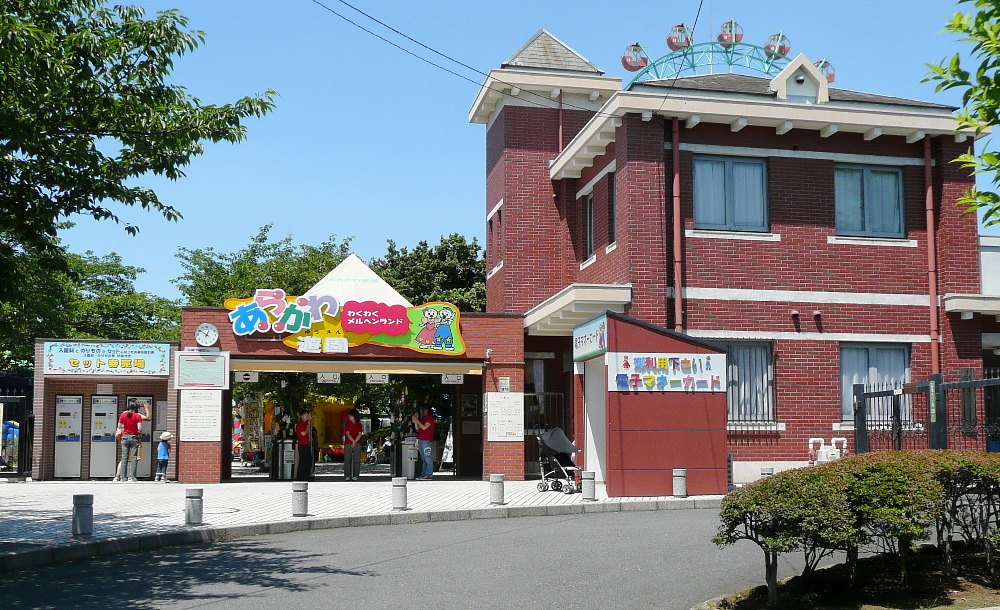
入園口
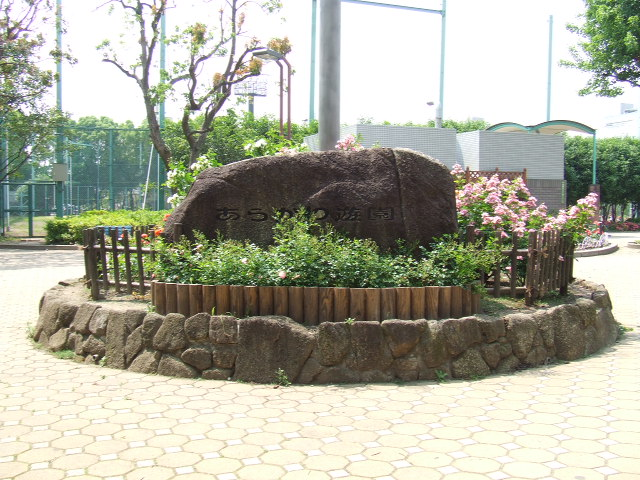
施設名が書かれた石碑
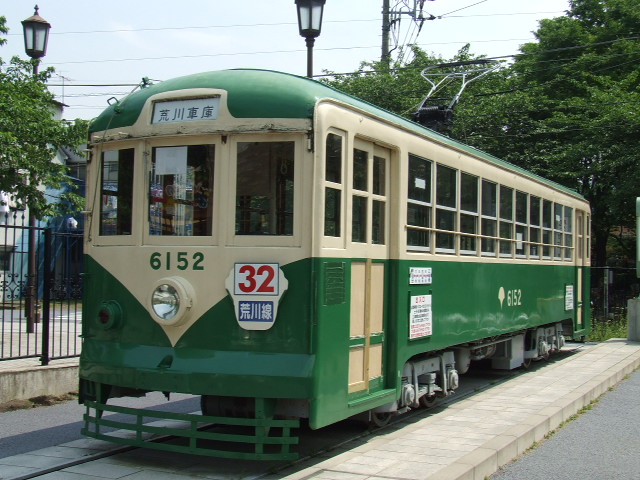
遊園内に保存されている都電6000形・一球さん号
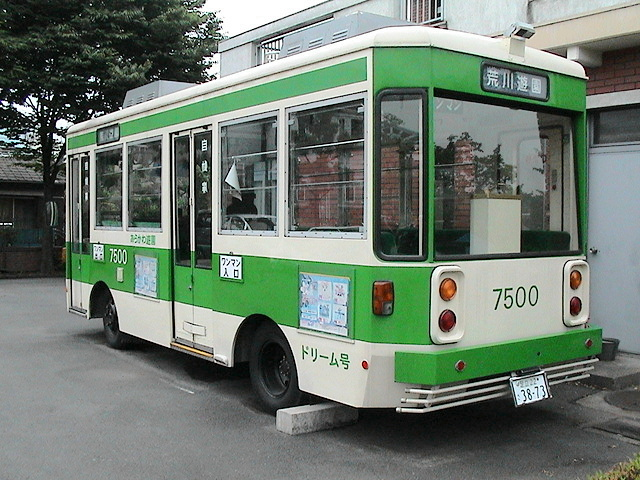
無料送迎バスとして使用されていたドリーム号